# Carla Pompílio
Carla Denise Pompílio (født 25. marts 1968) er en brasiliansk skuespillerinde, journalist og tegnefilmsdubber.

## Dubbinger
- Bratz – Yasmin
- Total Drama Island – Eva
- Yu Yu Hakusho – Shizuru